# Gustav Lübbe

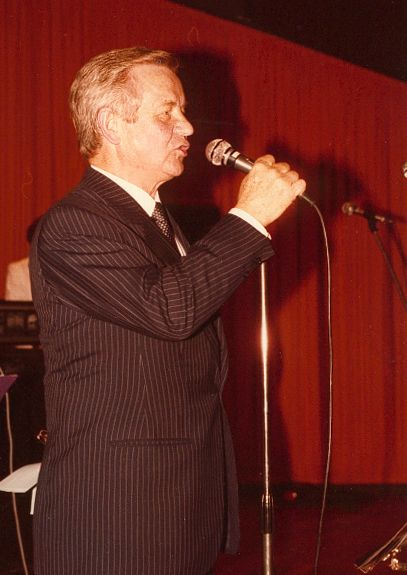
Gustav H. Lübbe, 1981

Gustav Heinrich Lübbe (* 12. April 1918 in Engter, heute Stadtteil von Bramsche, Landkreis Osnabrück; † 18. Mai 1995 in Bergisch Gladbach) war ein deutscher Verleger und Inhaber des Bastei-Verlags.

## Leben
Lübbe wurde als Sohn eines Landwirts geboren. Nach der Schule machte er eine Ausbildung zum Schriftsetzer. Er nahm von 1939 bis 1945 am Zweiten Weltkrieg teil und absolvierte sein Abitur in Belgrad. Zuletzt hatte er den Rang eines Hauptmanns der Luftwaffe. Nach Kriegsende war er von 1947 bis 1953 Redakteur (Leiter Feuilleton) der Neuen Tagespost in Osnabrück (heute zur Neuen Osnabrücker Zeitung). 1949 heiratete er Ursula Lübbe geborene Sprenger (* 14. Juli 1922 in Osnabrück; † 19. August 2016 in Bergisch Gladbach).
1953 kaufte er den kleinen Kölner Bastei-Verlag auf und übersiedelte von Osnabrück nach Bergisch Gladbach. Im Laufe der Zeit erreichte er mit Liebes- und Familienromanen, mit Western (z. B. Lassiter), Heimatromanen und ähnlichen Publikationen, die meist dem Groschenroman zuzurechnen sind, sowie mit Comics (z. B. Bessy, Felix und Wastl) und Rätselheften Millionenauflagen. Bedeutendste Erfolgsserie unter den Krimis ist Jerry Cotton. Nachdem er auch mit seinen Taschenbüchern große Beachtung gefunden hatte, fügte Lübbe seiner Verlagsgruppe 1963 den Gustav Lübbe Verlag mit vornehmlich kulturell und geschichtlich orientierten Buchausgaben hinzu.
Aus der Ehe mit Ursula Lübbe gingen sein Sohn Stefan (1957–2014) und Cornelia Lübbe (* 1952) hervor. Sein Sohn Stefan war von 2006 bis zu seinem Tod 2014 Alleingesellschafter des Bastei Lübbe Verlages. Von 1995 bis 2006 war auch seine Tochter Cornelia am Unternehmen beteiligt.

## Ehrungen und Auszeichnungen
- Bundesverdienstkreuz 1. Klasse des Verdienstordens der Bundesrepublik Deutschland (1969)
- Ehrenring der Stadt Bergisch Gladbach (1983)
- Großes Bundesverdienstkreuz des Verdienstordens der Bundesrepublik Deutschland (1984)
- Verdienstorden des Landes Nordrhein-Westfalen (1988)[5]
- Ehrenbürger der Stadt Bergisch Gladbach
- Berufung in den Deutschen Presserat